# Naval Air Station Patuxent River
Naval Air Station Patuxent River of NAS Pax River (IATA: NHK, ICAO: KNHK) is een vliegbasis van de Amerikaanse marine aan de Chesapeake Bay bij de monding van de Patuxent in St. Mary's County, Maryland.
Het huisvest onder meer Headquarters, Naval Air Systems Command (NAVAIR), de U.S. Naval Test Pilot School, de Atlantic Test Range en doet dienst als test- en onderzoekscentrum voor marinevliegtuigen.
De basis werd geopend in 1943 en groeide snel tijdens de Tweede Wereldoorlog en daarna tijdens de Koude Oorlog.

## Geboren
- Kenneth Reightler (1951), astronaut